# Кребс, Карл Иммануэль
Карл Иммануэль Кребс (дат. Carl Immanuel Krebs; 11 февраля 1889, Орхус — 15 мая 1971, Слагельсе) — датский гимнаст, бронзовый призёр летних Олимпийских игр 1912 года в командном первенстве по произвольной системе.